# Дауншифтинг
Терминът Дауншифтинг (на английски: downshifting) е тенденция, при която хората приемат по-прост живот от това, което критиците наричат „безскрупулна надпревара“. Дългосрочният ефект може да включва бягство от икономическия материализъм, както и намаляване на стреса и психологическите разходи, които могат да съпътстват икономическия материализъм.
Тази нова социална тенденция подчертава намирането на баланс между работата и живота. Също така важна цел е постигането на лична себереализация, както и изграждане на лични отношения, а не на стремеж към постигане на икономически успех.
Дауншифтинг, като концепция, има много общи характеристики с бавния живот (на английски: slow living) и простия живот (на английски: simple living). Основната разлика е стремежа за умерена промяна на индивидуално ниво. През 1990-те години, тази нова форма на прост начин на живот, започна да се появява в медиите, и придоби популярност в развитите страни, особено в Съединените щати, Обединеното Кралство, Нова Зеландия и Австралия.

## Основни ценности
Дауншифтърите са хора, които приемат този начин на живот. Те са съгласни да приемат на по-малка заплата за намалено работно време, като същевременно се стремят да консумират по-малко, за да се намали екологичният отпечатък. Един от основните резултати от тези практики се състои в това, да се радват на повече свободно време в компанията на други хора, особено близките си. Целта на дауншифтинга е да се постигне холистично разбиране за себе си и удовлетворение от живота. 

## Ползи
Преминаването към по-спокоен начина на живот има редица предимства.
Намален стрес: Възприемането на по-бавен, по-прост начин на живот може да помогне за намаляване на нивата на стрес. Чрез фокусиране върху това, което наистина има значение, можете да изпитате по-голямо чувство на спокойствие.
Подобрено физическо и психическо състояние: Забавеният живот ви позволява да дадете приоритет на грижата за себе си и да направите избор на по-здравословен начин на живот. С повече време за упражнения, релаксация и качествен сън можете да подобрите цялостното си благосъстояние.
Подобрен баланс между работа и личен живот: Дауншифтингът може да ви помогне да постигнете по-здравословен баланс между работа и личен живот. Като намалите ангажиментите си и се съсредоточите върху конкретни задачи, можете да отделите повече време за себе си, любимите си хора и хобитата, които харесвате.
Повишена възможност за концентрация: При съзнателно наслаждаване на малките неща и ангажирате напълно с ежедневните си преживявания можете да култивирате по-голямо чувство за удовлетворение.
Финансова свобода: Дауншифтингът често включва намаляване на ненужните разходи и приоритизиране на разходите за неща, които наистина са важни за вас. Това може да доведе до повишена финансова свобода, намалени задължения и по-голяма способност за спестяване за бъдещето.
Екологична устойчивост: По-бавният, по-опростен начин на живот често е в съответствие с екологичните практики. Като консумирате по-малко, рециклирате, използвате повторно и възприемате устойчиви навици, можете да допринесете за по-здравословна планета и по-устойчиво бъдеще.
По-силни семейни взаимоотношения: Можете да инвестирате повече време и енергия във вашите взаимоотношения със семейство и приятели. 
Повишена креативност и личен растеж: С по-малко разсейвания и повече време за размисъл, можете да започнете нови хобита и да отключите творческия си потенциал.
Подобрен фокус и производителност: Като елиминирате ненужните разсейвания и намалите ангажиментите си, можете да подобрите фокуса и производителността си. Това може да доведе до по-ефективни работни навици и по-голямо чувство за удовлетвореност.
Цялостно удовлетворение от живота: В крайна сметка преминаването на по-ниска предавка и възприемането на бавен, прост начин на живот може да допринесе за по-високо ниво на удовлетворение от живота. Като намерите радост в настоящия момент, можете да изпитате по-дълбоко чувство на удовлетворение.

## Методи

### Работа и доходи
Най-често срещаната форма на дауншифтинг е намалено работно време. Философията да работиш за да живееш заменя социалната идеология да живееш за да работиш. От икономическа гледна точка това води до намалени доходи, но също така предполага постигане на по-ниски разходи за живот и други нематериални ползи.

### Консуматорство
Друг аспект на дауншифтинга е съзнателно или активното практикуване на алтернативни форми на потребление. Дауншифтърите посочват консуматорството като основен източник на стрес и неудовлетвореност, тъй като създава общество от потребители, които се борят за социален статус и щастие чрез купуване на материални блага. Чрез намаляването на потреблението и купуването само на най-необходимото, хората могат да се фокусират върху качеството, а не върху количеството.

### Политика и законодателство
Синдикатите, бизнесът и правителствата биха могли да въведат по-гъвкаво работно време, работа на непълен работен ден и други нетрадиционни работни условия, които позволяват на хората да работят по-малко, като същевременно запазват заетостта. Чрез добри законодателни практики може да се постигне насърчаване на малкия бизнес и предприемачество. 

### Живот на селата
Като отговор на забързания ритъм на живот и стреса в големия град, преместването в селата е друг метод за дауншифтинг, който позволява връзка с природата и собствено производство на храна. Тази тенденция се засили след 2021 г. и наличието на повече възможности за дистанционна работа. 

## Социално-политически последици
Дауншифтингът определя общественото свръхпотребление като източник на лично недоволство. Чрез постигане на стремеж за удовлетвореност от нематериални блага, хората приемат алтернативен начин на живот, но продължават да са част от обществото. Като цяло хората, които приемат дауншифтинга, са политически апатични, защото политиците мобилизират гласоподавателите чрез обещания за икономически и финансово благоденствие. Тази икономическа реторика е безсмислена за хората, които са се отказали да се тревожат за парите.